# Quercus opaca
Quercus opaca är en bokväxtart som beskrevs av William Trelease. Quercus opaca ingår i släktet ekar, och familjen bokväxter. Inga underarter finns listade.